# Звезде Гранда (7. сезона)
Седма сезона такмичења Звезде Гранда је трајала у току 2012/2013 године. Као и претходне сезоне имала је гостујући жири састављен од певача и других јавних личности, а и новинарски жири који је коментарисао кандидате. Главни жири је био Саша Поповић и емисије су приказиване суботом увече на Пинк телевизији. Водитељи су били Ана Севић и Милан Митровић . Ово је последња сезона у том формату, након ње уведен је стални музички жири. Ово је прва сезона у којој је победио такмичар из Босне и Херцеговине, у питању је Амар Гиле Јашарспахић.

## Такмичари
Финалисти
- Амар Гиле из Какња (прво место)
- Немања Анђеловић из Трговишта (друго место)
- Слободан Ђурковић из Бруса (треће место)
- Александра Пријовић из Белог Манастира (четврто место)[2]
- Милош Бркић  из  Новог Сада (пето место)
- Стефан Лукић из Крушевца (шесто место)
- Слађана Мандић из Соколца (седмо место)
- Катарина Грујић из Београда (осмо место)
- Рада Сарић из Панчева (девето место)
- Милена Новаковић из Лесковца (десето место)
- Рамиз Кукић из Тузле (Једанаесто место)
- Белма Смајловић из Бугојна (Дванаесто место)
- Данило Вуксановић из Херцег Новог (Тринаесто место)
- Нермина Изетбеговић из Цазина (Четвртнаесто место)
- Аднан Хусеиновић из Завидовића (Петнаесто место)
- Борис Темелков из Велеса (Шестнаесто место)

## Након такмичења
Победник је након такмичења добио албум, стан, концерт у родном граду и награду од 300 хиљада динара. Остали такмичари су добили сингл који је издат на заједничком албуму у јулу 2013. године.
Списак нових песама:
1. Не престају моје кише - Амар Гиле
2. Зашто сам сам - Амар Гиле
3. Још вечерас плакаћу за тобом - Александра Пријовић
4. Синоним - Немања Анђеловић
5. Пјевај туго - Слађана Мандић
6. Нестала је наша љубав - Слободан Ђурковић
7. Једно ђубре обично - Катарина Грујић
8. Сипај не питај - Милош Бркић
9. Лепи ђаволе - Рада Сарић
10. Мерак - Стефан Лукић
11. Тајни код - Милена Новаковић